# ボブ・ホーク
ボブ・ホーク（ロバート・ジェイムズ・リー・ホーク、Robert James Lee Hawke AC, Companion of the Order of Australia《オーストラリア女王から送られる称号》、1929年12月9日 - 2019年5月16日 ）は、オーストラリアの政治家。元オーストラリア労働組合の代表、第23代オーストラリア首相。首相在任中にアジア太平洋経済協力(APEC)を提唱したことで知られる。馬主。
南オーストラリア州ボーダータウン出身。10年間、オーストラリア労働組合評議会 (Australian Council of Trade Union, ACTU) の代表を務め、1980年に政治家になり、その3年後には首相に就任する。労働党所属の首相では史上最長（2023年10月現在）の任期を務めた。（任期: 1983年3月11日 - 1991年12月20日）

## 経歴
会衆派教会の聖職者であった父親と教師であった母親との元に生まれる。西オーストラリア大学で法学を学んだ後、ローズ奨学生としてオックスフォード大学に入学。オックスフォード大学在学中はビールの早飲み競争で、11秒間に2.5パイント(1.4リットル)を飲むという世界記録を樹立している。パースの教会にて後の妻となるヘイゼルと出会い、1956年に結婚。
大学在学中から政治に関心を持ち、大学卒業後はオーストラリア労働組合評議会(ACTU)に研究員として加入。1969年にはACTUの議長に選ばれ、1980年までその役職に就いた。
1979年の連邦議会選挙でビクトリア州ウィルズから立候補し当選すると、労働党の主導権を掌握する。1983年に労働党の党首に就任し、その1ヶ月後の連邦選挙にてマルコム・フレーザー率いる保守連合政権に大勝を果たす。これにより第23代オーストラリア首相に任命された。首相在任中はアジア太平洋経済協力(APEC)を提唱したほか、規制緩和を推し進めオーストラリア経済の発展に貢献した。1991年に新たに労働党の党首となったポール・キーティングに首相の座を譲る。
オーストラリア首相としてはロバート・メンジーズ、後のジョン・ハワードに続く歴代で3番目に長い長期政権となり、また労働党政権では歴代最長である。
政界引退後も最晩年まで政治には関わりつづけた。89歳となっていた2019年、5月18日投開票の総選挙でも労働党への支持を呼びかけたが、その2日前の5月16日に自宅で死去した。
競馬が趣味であり、首相退任後は来日して北海道の牧場を訪れたり、1992年にはテレビ東京『土曜競馬中継』にゲスト出演している。
2003年11月、立教大学で名誉教授号が授与された。

## 政治立場
労働党内では穏健派に属していたとされており主要企業の国営化に対しては慎重だった。イギリス王室を尊重し、党内で議論されていた共和制についてはオーストラリア人の国家元首の存在を認めつつも、実際に移行する事に対しては主流派と異なりやや否定的だった。

## 栄典

### 外国勲章
- 2012年3月 - 旭日大綬章